# Berecz Imre
Berecz Imre (Óbesenyő, 1825. február 25. – Magyarszentmárton, 1866. április 12.) katolikus pap, a bánsági bolgárok egyik írója.

## Élete
Magyar családban született, de szüleivel Vingára költöztek, ahol katolikus bolgárok éltek. Velük szoros kapcsolatban állva, megtanulta nyelvüket is. Temesváron tanult, majd a püspöki irodában nyert alkalmazást. 1848-ban áldozópappá szentelték, és mint káplán Dettán, Krassován, Óbesenyőn és Bánátgyarmaton működött. 1854-től tapolyai gondnok, 1857-ben adminisztrátor, 1860-ban pedig Magyarszentmártonban lett plébános.
Óbesenyőn töltött ideje alatt bánáti bolgár nyelven írt katekizmust, és 1851-ben ki is adta. Munkája a bánáti bolgár irodalmi nyelv alapjának számít. További műveit magyarul írta.

## Munkái
- Magyar-Szent-Mártoni Árvizkönyv. Temesvár, 1861.
- Egy kötet költeményt is adott ki.

Már ifjúkorában foglalkozott a magyar irodalommal, és a csanádi papnevelőben ő alapította a Munkakört, melynek feladata a magyar irodalom művelése volt. Alkalmi költeményeket, beszélyeket és néprajzi cikkeket írt a következő lapokba: Nemzeti Ujság, Képes Ujság, Delejtű (1859–61), Családi Lapok (1852. 1855–57), Kath. Néplap, Delejtű (1859–60), Magyar Kertész (1863) és Falusi Gazda (1864).